# Picasa Web Albums
Picasa Web Albums – serwis internetowy uruchomiony 6 lipca 2006 r. przez Google Inc., jako produkt siostrzany Picasy. Umożliwia on publikację w Internecie albumów zdjęć cyfrowych bezpośrednio z programu Picasa lub z poziomu przeglądarki.
Domyślnie, każdy użytkownik ma 1 GB przestrzeni dyskowej, lecz możliwe jest również odpłatne powiększenie pojemności. Dla każdego albumu dostępny jest kanał RSS zawierający wszystkie znajdujące się tam zdjęcia.